# Declaració Welles
La Declaració Welles, emesa el 23 de juliol de 1940 pel subsecretari d'Estat dels Estats Units Summer Welles, actuant en nom del govern va condemnar el que els Estats Units consideraven com l'ocupació dels Estats Bàltics (Letònia, Estònia i Lituània) per part de la Unió Soviètica, declinant així reconèixer la legitimitat del domini soviètic sobre aquests tres estats. Es tracta d'una aplicació de la doctrina Stimson, referida al context Bàltic, que declinava reconèixer els canvis territorials aconseguits per la força. La declaració era consistent amb la política internacional del president Franklin Delano Roosevelt.
La declaració es produïa en plena Segona Guerra Mundial i, si bé no va comprometre el domini militar de la Unió Soviètica sobre la regió, els seus futurs aliats durant la guerra, si que va permetre establir-hi missions diplomàtiques independents i protegir els actius financers d'aquests països. El seu contingut va ser recolzat per altres declaracions posteriors del govern i del Congrés dels Estats Units i va establir que aquest país no reconegués l'annexió soviètica durant els 50 anys que aquesta va durar.